# Zygonemertes luederitzi
Zygonemertes luederitzi är en djurart som tillhör fylumet slemmaskar, och som beskrevs av Stiasny-Wijnhoff 1916. Zygonemertes luederitzi ingår i släktet Zygonemertes och familjen Amphiporidae. Inga underarter finns listade i Catalogue of Life.